# Gran Premio motociclistico di Germania 1982
Il Gran Premio motociclistico di Germania fu l'ultimo appuntamento del motomondiale 1982.
Si svolse il 26 settembre 1982 ad Hockenheim, e corsero tutte le classi (tranne la 125) alla presenza di 120.000 spettatori.
La gara della 500 si decise all'ultimo giro, quando Freddie Spencer, sino ad allora in testa, si fece raggiungere dal neocampione della categoria Franco Uncini e da Randy Mamola: Spencer e Uncini si toccarono alla curva Sachs, cadendo (lo statunitense si fratturò una clavicola) e lasciando la vittoria a Mamola. Primi punti iridati per la Cagiva, decima con Jon Ekerold.
In 350, corsa sotto la pioggia, Anton Mang partì male per poi recuperare, terminando al secondo posto dietro a Manfred Herweh e laureandosi per la quarta volta campione del mondo. Il tedesco vinse la gara della 250, ma non fu sufficiente per vincere anche il titolo della quarto di litro, finito al francese Jean-Louis Tournadre (quarto al traguardo).
Nella gara della 50 vittoria di Eugenio Lazzarini in volata su Stefan Dörflinger.
Nei sidecar vittoria per Rolf Biland, il sesto posto è però sufficiente all'equipaggio Werner Schwärzel-Andreas Huber per laurearsi campione.

## Classe 500
41 piloti alla partenza, 25 al traguardo.

### Arrivati al traguardo
| Pos. | Nº | Pilota              | Squadra                    | Motocicletta | Giri | Tempo      | Griglia | Punti |
| ---- | -- | ------------------- | -------------------------- | ------------ | ---- | ---------- | ------- | ----- |
| 1º   | 2  | Randy Mamola        | HB Suzuki                  | Suzuki       | 18   | 39' 15" 60 | 5       | 15    |
| 2º   | 14 | Virginio Ferrari    | HB Suzuki                  | Suzuki       | 18   | +20" 96    | 9       | 12    |
| 3º   | 24 | Loris Reggiani      | Gallina Team Suzuki        | Suzuki       | 18   | +21" 73    | 8       | 10    |
| 4º   | 15 | Takazumi Katayama   | Honda International Racing | Honda        | 18   | +42" 95    | 7       | 8     |
| 5º   | 1  | Marco Lucchinelli   | Honda International Racing | Honda        | 18   | +45" 64    | 3       | 6     |
| 6º   | 9  | Marc Fontan         | Sonauto Gauloises          | Yamaha       | 18   | +58" 31    | 11      | 5     |
| 7º   | 4  | Boet van Dulmen     |                            | Suzuki       | 18   | +58" 63    | 12      | 4     |
| 8º   | 20 | Sergio Pellandini   |                            | Suzuki       | 18   | +1' 14" 51 | 14      | 3     |
| 9º   | 29 | Philippe Coulon     | Coulon Marlboro Tissot     | Suzuki       | 18   | +1' 18" 37 | 16      | 2     |
| 10º  | 50 | Jon Ekerold         |                            | Cagiva       | 18   | +1' 36" 27 | 15      | 1     |
| 11º  | 18 | Michel Frutschi     | Moto Sanvenero             | Sanvenero    | 18   | +1' 36" 45 | 20      |       |
| 12º  | 11 | Guido Paci          | MDS Belgarda               | Yamaha       | 18   | +2' 00" 74 | 29      |       |
| 13º  | 26 | Peter Sjöström      |                            | Suzuki       | 18   | +2' 00" 91 | 24      |       |
| 14º  | 36 | Ernst Gschwender    |                            | Suzuki       | 18   | +2' 01" 88 | 22      |       |
| 15º  | 34 | Walter Migliorati   |                            | Suzuki       | 18   | +2' 02" 76 | 25      |       |
| 16º  | 52 | Philippe Robinet    |                            | Suzuki       | 17   | +1 giro    | 34      |       |
| 17º  | 28 | Jean Lafond         |                            | Fior         | 17   | +1 giro    | 32      |       |
| 18º  | 45 | Alfons Amerschläger |                            | Suzuki       | 17   | +1 giro    | 37      |       |
| 19º  | 53 | Steve Williams      |                            | Suzuki       | 17   | +1 giro    | 35      |       |
| 20º  | 38 | Henk de Vries       | Henk de Vries Motoren      | Suzuki       | 17   | +1 giro    | 28      |       |
| 21º  | 49 | Josef Hage          |                            | Yamaha       | 17   | +1 giro    | 30      |       |
| 22º  | 32 | Peter Looijesteijn  | Dr Egel Banden             | Suzuki       | 17   | +1 giro    | 38      |       |
| 23º  | 35 | Klaus Klein         |                            | Suzuki       | 17   | +1 giro    | 36      |       |
| 24º  | 54 | Giovanni Pelletier  | Morbidelli                 | Morbidelli   | 17   | +1 giro    | 33      |       |
| 25º  | 46 | Gerhard Treusch     |                            | Suzuki       | 15   | +3 giri    | 41      |       |

### Ritirati
| Nº | Pilota              | Squadra                    | Motocicletta | Griglia |
| -- | ------------------- | -------------------------- | ------------ | ------- |
| 5  | Graeme Crosby       | Marlboro Team Agostini     | Yamaha       | 6       |
| 6  | Jack Middelburg     | Ergon Suzuki Racing        | Suzuki       | 4       |
| 8  | Kork Ballington     | Team Kawasaki              | Kawasaki     | 10      |
| 10 | Franco Uncini       | Gallina Team Suzuki        | Suzuki       | 2       |
| 12 | Freddie Spencer     | Honda International Racing | Honda        | 1       |
| 16 | Seppo Rossi         |                            | Suzuki       | 31      |
| 17 | Gustav Reiner       | Krauser MDS German Racing  | Suzuki       | 18      |
| 22 | Steve Parrish       | Mitsui Yamaha              | Yamaha       | 19      |
| 23 | Franck Gross        |                            | Suzuki       | 21      |
| 31 | Andreas Hofmann     |                            | Suzuki       | 27      |
| 33 | Víctor Palomo       |                            | Suzuki       | 39      |
| 39 | Wolfgang von Muralt |                            | Suzuki       | 23      |
| 40 | Peter Huber         |                            | Suzuki       | 26      |
| 44 | Ulrich Lang         |                            | Suzuki       | 40      |
| 47 | Stuart Avant        | Guan Hoe Suzuki            | Suzuki       | 17      |
| 48 | Leandro Becheroni   |                            | Suzuki       | 13      |

## Classe 350
Per la 350 si trattò dell'ultima apparizione in una gara del motomondiale; la vita della classe si interruppe dopo 281 prove dalla sua istituzione nel motomondiale 1949, fin dalla prima gara, il Tourist Trophy 1949.

### Arrivati al traguardo
| Pos. | Nº | Pilota              | Motocicletta | Tempo    | Griglia | Punti |
| ---- | -- | ------------------- | ------------ | -------- | ------- | ----- |
| 1º   | 32 | Manfred Herweh      | Yamaha       | 43'52"27 | 8       | 15    |
| 2º   | 1  | Anton Mang          | Kawasaki     | +0"37    | 1       | 12    |
| 3º   | 9  | Éric Saul           | Chevallier   | +1'02"86 | 4       | 10    |
| 4º   | 17 | Wolfgang von Muralt | Yamaha       | +1'08"80 | 32      | 8     |
| 5º   | 19 | Alan North          | Yamaha       | +1'09"56 | 17      | 6     |
| 6º   | 21 | Pekka Nurmi         | Yamaha       | +1'18"73 | 9       | 5     |
| 7º   | 8  | Jacques Cornu       | Yamaha       | +1'25"39 | 10      | 4     |
| 8º   | 45 | Roger Sibille       | Yamaha       | +1'29"42 | 27      | 3     |
| 9º   | 3  | Jean-François Baldé | Kawasaki     | +1'52"88 | 3       | 2     |
| 10º  | 51 | Franz Kaserer       | Yamaha       | +2'01"33 | 40      | 1     |
| 11º  | 42 | Bodo Schmidt        | Yamaha       | +2'01"51 | 24      |       |
| 12º  | 2  | Didier de Radiguès  | Chevallier   | +1 giro  | 2       |       |
| 13º  | 33 | Mladen Tomic        | Yamaha       | +1 giro  | 33      |       |
| 14º  | 35 | Edwin Weibel        | Yamaha       | +1 giro  | 30      |       |
| 15º  | 47 | Pierre Bolle        | Yamaha       | +1 giro  | 15      |       |
| 16º  | 44 | Josef Hutter        | Yamaha       | +1 giro  | 35      |       |
| 17º  | 50 | Thierry Feuz        | Yamaha       | +1 giro  | 38      |       |
| 18º  | 49 | Attilio Riondato    | Yamaha       | +1 giro  | 28      |       |
| 19º  | 38 | Gunnar Bruhn        | Yamaha       | +1 giro  | 45      |       |
| 20º  | 18 | Massimo Matteoni    | Yamaha       | +1 giro  | 15      |       |

### Ritirati
| Nº | Pilota                 | Motocicletta | Griglia |
| -- | ---------------------- | ------------ | ------- |
| 37 | Jose De Faveri         | Yamaha       | 41      |
| 14 | Siegfried Minich       | Rotax        | 26      |
| 15 | Gustav Reiner          | Yamaha       | 12      |
| 25 | Andy Watts             | Yamaha       | 42      |
| 28 | Herbert Hauf           | Yamaha       | 22      |
| 40 | Tibor Foco             | Beko         | 43      |
| 46 | Jeffrey Sayle          | Armstrong    | 39      |
| 52 | Rainer Nagel           | Yamaha       | 44      |
| 4  | Patrick Fernandez      | Bartol       | 13      |
| 6  | Jean-Louis Guignabodet | Kawasaki     | 20      |
| 7  | Thierry Espié          | Chevallier   | 5       |
| 12 | Martin Wimmer          | Yamaha       | 6       |
| 16 | Mar Schouten           | MBA          | 19      |
| 20 | Christian Sarron       | Yamaha       | 16      |
| 23 | Tony Head              | Armstrong    | 29      |
| 26 | Reino Eskelinen        | Yamaha       | 14      |
| 27 | Harald Eckl            | Yamaha       | 21      |
| 29 | Jacques Bolle          | Yamaha       | 15      |
| 30 | René Delaby            | Yamaha       | 18      |
| 31 | Karl-Thomas Grässel    | Yamaha       | 7       |
| 34 | Stefan Förtsch         | Yamaha       | 31      |
| 36 | Andreas Berger         | Yamaha       | 11      |
| 39 | Michel Simeon          | Yamaha       | 23      |
| 43 | Gerald Fischer         | Yamaha       | 34      |
| 48 | Hans Naef              | Yamaha       | 37      |

## Classe 250

### Arrivati al traguardo
| Pos. | Nº | Pilota                 | Motocicletta  | Tempo      | Griglia | Punti |
| ---- | -- | ---------------------- | ------------- | ---------- | ------- | ----- |
| 1º   | 1  | Anton Mang             | Kawasaki      | 35' 33" 59 | 1       | 15    |
| 2º   | 14 | Paolo Ferretti         | MBA           | +8" 43     | 9       | 12    |
| 3º   | 11 | Thierry Espié          | Pernod        | +20" 63    | 3       | 10    |
| 4º   | 7  | Jean-Louis Tournadre   | Yamaha        | +31" 04    | 12      | 8     |
| 5º   | 5  | Patrick Fernandez      | Bimota-Bartol | +32" 94    | 7       | 6     |
| 6º   | 17 | Christian Estrosi      | Pernod        | +33" 53    | 2       | 5     |
| 7º   | 40 | Manfred Herweh         | Yamaha        | +34" 07    | 8       | 4     |
| 8º   | 3  | Roland Freymond        | MBA           | +49" 68    | 6       | 3     |
| 9º   | 32 | Martin Schouten        | Yamaha        | +53" 03    | 17      | 2     |
| 10º  | 6  | Jean-Louis Guignabodet | Kawasaki      | +53" 58    | 10      | 1     |
| 11º  | 54 | Jacques Bolle          | Yamaha        | +53" 74    | 15      |       |
| 12º  | 2  | Jean-François Baldé    | Kawasaki      | +59" 60    | 14      |       |
| 13º  | 45 | Ikeda Tasuda           | Yamaha        | +1' 00" 54 | 26      |       |
| 14º  | 30 | Gabriel Grabia         | Yamaha        | +1' 00" 95 | 22      |       |
| 15º  | 37 | Johannes Klement       | MBA Yamaha    | +1' 02" 48 | 16      |       |
| 16º  | 36 | Karl-Thomas Grässel    | Yamaha        | +1' 05" 97 | 18      |       |
| 17º  | 10 | Richard Schlachter     | Yamaha        | +1' 06" 25 | 33      |       |
| 18º  | 19 | Jacques Cornu          | Yamaha        | +1' 11" 25 | 19      |       |
| 19º  | 53 | Bruno Lüscher          | Yamaha        | +1' 25" 05 | 29      |       |
| 20º  | 46 | Gerhard Waibel         | Kawasaki      | +1' 25" 56 | 28      |       |
| 21º  | 39 | Herbert Hauf           | Kawasaki      | +1' 26" 32 | 42      |       |
| 22º  | 15 | Christian Sarron       | Yamaha        | +1' 26" 95 | 32      |       |
| 23º  | 52 | Leif Nielsen           | Rotax         | +1' 44" 64 | 38      |       |
| 24º  | 41 | Jürgen Schmid          | Yamaha        | +1' 56" 44 | 35      |       |
| 25º  | 59 | Franco Marcheggiani    | Yamaha        | +2' 01" 36 | 39      |       |
| 26º  | 50 | O. Buerkle             | Yamaha        | +2' 01" 71 | 40      |       |
| 27º  | 47 | Jakob Beck             | Rotax         | +2' 16" 35 | 47      |       |

### Ritirati
| Nº | Pilota               | Motocicletta | Griglia |
| -- | -------------------- | ------------ | ------- |
| 8  | Martin Wimmer        | Yamaha       | 5       |
| 9  | Didier de Radiguès   | Chevallier   | 4       |
| 33 | René Delaby          | Yamaha       | 46      |
| 34 | Siegfried Minich     | Rotax        | 31      |
| 51 | Siegfried Zacharias  | Rotax        | 41      |
| 16 | Ricardo Tormo        | Bartol       | 44      |
| 20 | Pierre Bolle         | Yamaha       | 25      |
| 22 | Bengt Elgh           | Yamaha       | 27      |
| 25 | Massimo Matteoni     | Yamaha       | 23      |
| 26 | Sito Pons            | Rotax        | 13      |
| 27 | Jean-Michel Mattioli | Yamaha       | 30      |
| 29 | Michel Simeon        | Yamaha       | 34      |
| 31 | Tony Head            | Armstrong    | 20      |
| 38 | Herbert Besendorfer  | Yamaha       | 37      |
| 44 | Stefan Klabacher     | Rotax        | 24      |
| 48 | Hans Becker          | Yamaha       | 43      |
| 49 | Michael Lederer      | Yamaha       | 45      |
| 56 | Paul Harris          | Yamaha       | 36      |
| 57 | Jean-Marc Toffolo    | Rotax        | 11      |
| 58 | Jeffrey Sayle        | Armstrong    | 21      |

## Classe 50

### Arrivati al traguardo
| Pos. | Nº | Pilota              | Motocicletta | Tempo    | Griglia | Punti |
| ---- | -- | ------------------- | ------------ | -------- | ------- | ----- |
| 1º   | 16 | Eugenio Lazzarini   | Garelli      | 28'40"57 | 2       | 15    |
| 2º   | 3  | Stefan Dörflinger   | Kreidler     | +1"72    | 1       | 12    |
| 3º   | 9  | Claudio Lusuardi    | Moto Villa   | +9"95    | 5       | 10    |
| 4º   | 1  | Ricardo Tormo       | Bultaco      | +25"72   | 3       | 8     |
| 5º   | 5  | Hagen Klein         | Massa Real   | +27"06   | 6       | 6     |
| 6º   | 32 | Gerhard Bauer       | Kreidler     | +44"51   | 10      | 5     |
| 7º   | 10 | George Looijesteijn | Kreidler     | +45"49   | 9       | 4     |
| 8º   | 23 | Rainer Scheidhauer  | Kreidler     | +47"66   | 12      | 3     |
| 9º   | 21 | Peter Verbič        | Kreidler     | +58"04   | 18      | 2     |
| 10º  | 14 | Ingo Emmerich       | Kreidler     | +58"89   | 14      | 1     |
| 11º  | 8  | Giuseppe Ascareggi  | Minarelli    | +1'15"23 | 13      |       |
| 12º  | 27 | Kasimir Rapczynski  | Kreidler     | +1'28"93 | 16      |       |
| 13º  | 15 | Otto Machinek       | Kreidler     | +1'30"64 | 20      |       |
| 14º  | 37 | Günter Schirnhofer  | Kreidler     | +1'34"94 | 24      |       |
| 15º  | 39 | Rini Vrijdag        | Kreidler     | +1'35"42 | 25      |       |
| 16º  | 20 | Jos van Dongen      | Bultaco      | +1'47"65 | 21      |       |
| 17º  | 24 | Richard Bay         | Maico        | +2'05"64 | 17      |       |
| 18º  | 38 | Bruno Treutlein     | Kreidler     | +2'14"71 | 26      |       |
| 19º  | 33 | Hans-Joachim Ritter | Kreidler     | +2'41"77 | 23      |       |
| 20º  | 25 | Chris Baert         | Kreidler     | +1 giro  | 27      |       |
| 21º  | 40 | Mika-Sakari Komu    | Kreidler     | +1 giro  | 30      |       |
| 22º  | 30 | Spencer Crabbe      | MBA          | +1 giro  | 34      |       |

### Ritirati
| Nº | Pilota              | Motocicletta | Griglia |
| -- | ------------------- | ------------ | ------- |
| 35 | Stefan Kurfiss      | Kreidler     | 32      |
| 2  | Theo Timmer         | Bultaco      | 8       |
| 4  | Hans-Jürgen Hummel  | Kreidler     | 7       |
| 7  | Henk van Kessel     | Kreidler     | 15      |
| 22 | Hans Spaan          | Kreidler     | 11      |
| 11 | Rainer Kunz         | FKN          | 4       |
| 28 | Thomas Engl         | Engl         | 22      |
| 29 | Klaus Kull          | KKS          | 33      |
| 34 | Bernd Rossbach      | Kreidler     | 29      |
| 36 | Reinhard Koberstein | Kreidler     | 31      |
| 41 | Reiner Koster       | Kreidler     | 28      |

## Classe sidecar
All'equipaggio Werner Schwärzel-Andreas Huber era sufficiente un 9º posto per divenire campioni, visto che il vantaggio in classifica su Biland-Waltisperg era di 13,5 punti. Come prevedibile i tedeschi corrono senza prendere troppi rischi e chiudono al sesto posto, rendendo di fatto inutile la 6ª vittoria di Biland in 9 GP (peraltro conquistata al rientro da un infortunio alla clavicola). Per Schwärzel e Huber è il primo titolo nel motomondiale, ottenuto senza vincere alcuna gara durante la stagione.
La classifica finale vede Schwärzel a 86 punti, Biland a 82,5 e Michel a 68.

### Arrivati al traguardo[2]
| Pos. | Nº | Pilota           | Passeggero         | Squadra                         | Sidecar        | Tempo      | Griglia | Punti |
| ---- | -- | ---------------- | ------------------ | ------------------------------- | -------------- | ---------- | ------- | ----- |
| 1º   | 1  | Rolf Biland      | Kurt Waltisperg    | Krauser Racing Team Mering      | LCR-Yamaha     | 37' 08" 09 | 1       | 15    |
| 2º   | 8  | Egbert Streuer   | Bernard Schnieders | Lucky Strike Caraco             | LCR-Yamaha     | +2" 01     | 2       | 12    |
| 3º   | 4  | Derek Jones      | Brian Ayres        | Gunter Reuschling Schoeneck     | LCR-Yamaha     | +29" 19    | 3       | 10    |
| 4º   | 2  | Alain Michel     | Michael Burkhard   |                                 | Seymaz-Yamaha  | +29" 36    | 8       | 8     |
| 5º   | 10 | Trevor Ireson    | Donnie Williams    |                                 | Ireson-Yamaha  | +45" 53    | 5       | 6     |
| 6º   | 5  | Werner Schwärzel | Andreas Huber      | Krauser Racing-Team Mering      | Seymaz-Yamaha  | +48" 30    | 4       | 5     |
| 7º   | 27 | Hermann Huber    | Hermann Bäsler     | Sinziger Mineralbrunnen         | Lutz-Yamaha    | +50" 60    | 13      | 4     |
| 8º   | 28 | Hans Hügli       | Andreas Schütz     |                                 | Seymaz-Yamaha  | +1' 30" 11 | 6       | 3     |
| 9º   | 16 | Patrick Thomas   | Philippe Greffet   |                                 | Seymaz-Yamaha  | +1' 39" 52 | 25      | 2     |
| 10º  | 9  | Mick Boddice     | Chas Birks         |                                 | Windle-Yamaha  | +1' 57" 33 | 18      | 1     |
| 11º  | 31 | G. Becker        | D. Godknecht       | Polybauer Motorradverkleidungen | LCR            |            | 11      |       |
| 12º  | 22 | Dennis Bingham   | Julia Bingham      |                                 | Yamaha         |            | 17      |       |
| 13º  | 25 | Steve Abott      | Shaun Smith        | Ham-Yam Racing                  | Yamaha         |            | 9       |       |
| 14º  | 24 | Mick Barton      | Nick Cutmore       | Ken Clark Racing                | Yamaha         |            | 15      |       |
| 15º  | 18 | Gérald Corbaz    | Yvan Hunziker      |                                 | Seymaz-Yamaha  |            | 7       |       |
| 16º  | 21 | Kurt Jelonek     | Gerhard Wagner     | G. Reuschling Schoeneck         | Yamaha         |            | 21      |       |
| 17º  | 6  | Masato Kumano    | Kunio Takeshima    |                                 | Toshiba-Yamaha |            | 14      |       |
| 18º  | 43 | Amedeo Zini      | C. Sonaglia        | Squadra Corse                   | Yamaha LCR     |            | 19      |       |
| 19º  | 15 | W. Ohrmann       | N. Wild            |                                 | Yamaha         |            | 24      |       |
| 20º  | 39 | Alfred Zurbrugg  | Martin Zurbrugg    | Zurbrugg Racing                 | Seymaz-Yamaha  |            | 10      |       |
| 21º  | 30 | E. Schons        | E. Roesinger       | Sinziger Mineralbrunnen         | Yamaha         |            | 27      |       |
| 22º  | 12 | Albert Giesemann | M. Lohmann         |                                 | MBV            |            | 20      |       |